# Associazione Sportiva Taranto Calcio 2011-2012
Questa voce raccoglie le informazioni riguardanti l'Associazione Sportiva Taranto Calcio nelle competizioni ufficiali della stagione 2011-2012.

## Stagione
Per la nuova stagione la squadra tarantina viene principalmente riconfermata, così come il tecnico Davide Dionigi. Gli innesti più importanti sono il ritorno di Daniele Sciaudone (già al Taranto dal 2007 al 2009), Carlo Vicedomini, Daniel Bradaschia e Matteo Guazzo.
.

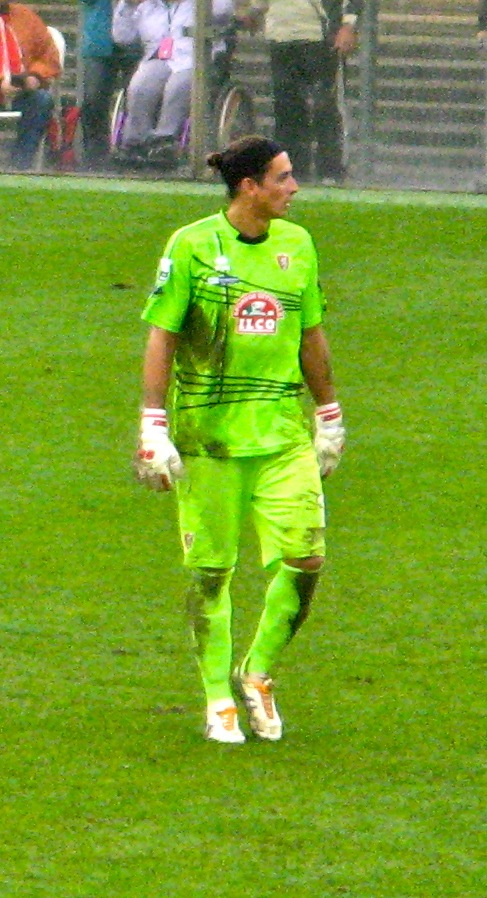
Nicolás Bremec, portiere del Taranto che ha subito solo 14 reti

Nel campionato 2011-2012, inserito nel girone A o adriatico della Lega Pro Prima Divisione, il Taranto lotta per la promozione diretta ma nuovi problemi di natura economica minano il cammino dei rossoblù che comunque trascorrono, dopo l'inizio del campionato, due settimane in testa alla classifica. In seguito, il Taranto si vede impegnato in un testa a testa con la Ternana, la quale resta al primo posto per la maggior parte del campionato ed infine conquista la promozione diretta con 65 punti. I problemi finanziari restano e non sempre gli stipendi possono essere pagati in tempo. Malgrado i 7 punti di penalizzazione dati per le inadempienze economiche, i rossoblù concludono al secondo posto con 63 punti ed accedono ai Play-off per la serie B, che perdono a causa della sconfitta con la Pro Vercelli nella doppia semifinale. Il 30 giugno il presidente Vincenzo D'Addario rinuncia a presentare la domanda di iscrizione alla Lega Pro Prima Divisione per il prossimo campionato, sancendo così la fine della società. Il Taranto è costretto a ripartire dalla Serie D.

## Organigramma societario
- Davide Dionigi - Allenatore
- Lorenzo Sibilano - Vice Allenatore
- Gianpaolo Spagnulo - Preparatore Portieri
- Antonio Le Pera - Collaboratore Tecnico
- Paolo Redavid - Preparatore Atletico
- Agostino Marras - Responsabile area Tecnica
- dott. Guido Petrocelli - Responsabile settore medico
- Sergio Mezzina - Responsabile osservatori

## Divise e sponsor
La prima maglia è la classica divisa con strisce verticali rosso-blu, mentre la seconda è totalmente bianca con strisce laterali rosse e blu. Lo sponsor tecnico sulle maglie viene riconfermato sportika, mentre il main sponsor è d'addario.it.

## Rosa
| N. |                    | Ruolo | Calciatore                |
| -- | ------------------ | ----- | ------------------------- |
|    | Spagna (bandiera)  | P     | Nicolás Suárez Bremec     |
|    | Italia (bandiera)  | P     | Davide Faraon             |
|    | Italia (bandiera)  | P     | Angelo Maraglino          |
|    | Italia (bandiera)  | P     | Nicola Barasso            |
|    | Senegal (bandiera) | D     | Mohamed Abdourahmane Coly |
|    | Uruguay (bandiera) | D     | Cristian Sosa             |
|    | Italia (bandiera)  | D     | Fabio Prosperi            |
|    | Italia (bandiera)  | D     | Vito Di Bari              |
|    | Italia (bandiera)  | D     | Demetrio Cutrupi          |
|    | Brasile (bandiera) | D     | Zorzal Moreira Henrique   |
|    | Italia (bandiera)  | C     | Angelo Antonazzo          |
|    | Italia (bandiera)  | C     | Desiderio Garufo          |
|    | Italia (bandiera)  | C     | Federico Rizzi            |
|    | Italia (bandiera)  | C     | Davide Bertolucci         |

| N. |                    | Ruolo | Calciatore         |
| -- | ------------------ | ----- | ------------------ |
|    | Italia (bandiera)  | C     | Carlo Vicedomini   |
|    | Italia (bandiera)  | C     | Davide Giorgino    |
|    | Italia (bandiera)  | C     | Daniele Sciaudone  |
|    | Italia (bandiera)  | C     | Filippo Pensalfini |
|    | Italia (bandiera)  | C     | Guido Di Deo       |
|    | Italia (bandiera)  | A     | Daniel Bradaschia  |
|    | Italia (bandiera)  | A     | Danilo Alessandro  |
|    | Italia (bandiera)  | A     | Matteo Guazzo      |
|    | Brasile (bandiera) | A     | Lucas Chiaretti    |
|    | Italia (bandiera)  | A     | Joachim De Gasperi |
|    | Italia (bandiera)  | A     | Domenico Girardi   |
|    | Italia (bandiera)  | A     | Ettore Mendicino   |
|    | Francia (bandiera) | A     | Julien Rantier     |
|    | Ghana (bandiera)   | A     | Mohammed Saani     |

## Risultati

### Lega Pro Prima Divisione

#### Girone di andata
| Arbitro: | Bindoni (Venezia) |

|  |           |                                       |
|  | Marcatori | 57’ (rig.), 67’ Rantier 79’ Chiaretti |

| Arbitro: | Pairetto (Nichelino) |

|               |           |  |
| Girardi 45+2’ | Marcatori |  |

| Arbitro: | Aversano (Treviso) |

|                              |           |                      |
| Chiaretti 47’ N. Russo 90+3’ | Marcatori | 24’ (aut.) Antonazzo |

| Sorrento 25 settembre 2011, ore 15:00 CEST 4ª giornata | Sorrento                          | 0 – 0 | Taranto | Stadio Italia\| Arbitro: \| Gallo (Barcellona Pozzo di Gotto) \| |
| Arbitro:                                               | Gallo (Barcellona Pozzo di Gotto) |       |         |                                                                  |

| Arbitro: | Ros (Pordenone) |

|                  |           |  |
| Rantier 45’, 50’ | Marcatori |  |

| Arbitro: | Maresca (Napoli) |

|  |           |                       |
|  | Marcatori | 47’ Guazzo 78’ Di Deo |

| Arbitro: | De Faveri (San Donà di Piave) |

|  |           |             |
|  | Marcatori | 62’ Litteri |

| Vercelli 16 ottobre 2011, ore 15:00 CEST 8ª giornata | Pro Vercelli    | 0 – 0 | Taranto | Stadio Silvio Piola\| Arbitro: \| Merlino (Udine) \| |
| Arbitro:                                             | Merlino (Udine) |       |         |                                                      |

| Arbitro: | Ripa (Nocera Inferiore) |

|                           |           |           |
| Chiaretti 34’ Rantier 89’ | Marcatori | 1’ Cusaro |

| Arbitro: | Fabbri (Ravenna) |

|                           |           |            |
| La Camera 16’, 59’ (rig.) | Marcatori | 11’ Guazzo |

| Arbitro: | Saia (Palermo) |

|                                          |           |               |
| Guazzo 5’ Rantier 16’ (rig.) Girardi 82’ | Marcatori | 90+2’ Tavares |

| Arbitro: | Abbattista (Molfetta) |

|  |           |               |
|  | Marcatori | 14’ Sciaudone |

| Taranto 20 novembre 2011, ore 14:30 CET 13ª giornata | Taranto           | 0 – 0 | Pisa | Stadio Erasmo Iacovone\| Arbitro: \| Barbeno (Brescia) \| |
| Arbitro:                                             | Barbeno (Brescia) |       |      |                                                           |

| Arbitro: | Pairetto (Nichelino) |

|                   |           |            |
| Bortolotto E. 38’ | Marcatori | 2’ Rantier |

| Arbitro: | Operato (Isernia) |

|               |           |  |
| Chiaretti 55’ | Marcatori |  |

| Arbitro: | Castrignanò (Brindisi) |

|  |           |               |
|  | Marcatori | 88’ Antonazzo |

| Arbitro: | Peretti (Verona) |

|                         |           |  |
| Sciaudone 6’ Di Deo 68’ | Marcatori |  |

#### Girone di ritorno
| Arbitro: | La Penna (Roma) |

|            |           |  |
| Guazzo 71’ | Marcatori |  |

| Ferrara 15 gennaio 2012, ore 14.30 CET 19ª giornata | Real SPAL               | 0 – 0 | Taranto | Stadio Paolo Mazza\| Arbitro: \| Ripa (Nocera Inferiore) \| |
| Arbitro:                                            | Ripa (Nocera Inferiore) |       |         |                                                             |

| Arbitro: | Benassi (Bologna) |

|  |           |                     |
|  | Marcatori | 70’ Coly 76’ Di Deo |

| Arbitro: | Cifelli (Campobasso) |

|             |           |  |
| Di Bari 85’ | Marcatori |  |

| Viareggio 5 febbraio 2012, ore 14.30 CET 22ª giornata | Viareggio           | 0 – 0 | Taranto | Stadio dei Pini\| Arbitro: \| Borriello (Mantova) \| |
| Arbitro:                                              | Borriello (Mantova) |       |         |                                                      |

| Arbitro: | Merlino (Udine) |

|           |           |             |
| Di Deo 4’ | Marcatori | 37’ Bocalon |

| Arbitro: | Pasqua (Tivoli) |

|                |           |             |
| Sinigaglia 27’ | Marcatori | 89’ Di Bari |

| Taranto 4 marzo 2017, ore 14.30 CET 25ª giornata | Taranto                           | 0 – 0 | Pro Vercelli | Stadio Erasmo Iacovone\| Arbitro: \| Coccia (San Benedetto del Tronto) \| |
| Arbitro:                                         | Coccia (San Benedetto del Tronto) |       |              |                                                                           |

| Monza 11 marzo 2012, ore 14.30 CET 26ª giornata | Monza                | 0 – 0 | Taranto | Stadio Brianteo\| Arbitro: \| Pairetto (Nichelino) \| |
| Arbitro:                                        | Pairetto (Nichelino) |       |         |                                                       |

| Taranto 16 marzo 2012, ore 20.30 CET 27ª giornata              | Taranto   | 1 – 1             | Benevento | Stadio Erasmo Iacovone |
| \| \| \| \| \| Di Deo 56’ \| Marcatori \| 90+1’ Siniscalchi \| |           |                   |           |                        |
|                                                                |           |                   |           |                        |
| Di Deo 56’                                                     | Marcatori | 90+1’ Siniscalchi |           |                        |

| Arbitro: | La Penna (Roma) |

|              |           |               |
| Tavares 9+3’ | Marcatori | 35’ Chiaretti |

| Arbitro: | Manganiello (Pinerolo) |

|                       |           |                      |
| Coly 37’ Giorgino 72’ | Marcatori | 24’ (rig.) Gigliotti |

| Arbitro: | Castrignanò (Brindisi) |

|                               |           |                  |
| Perez 56’ Favasuli 68’ (rig.) | Marcatori | 12’, 80’ Girardi |

| Arbitro: | Todaro (Palermo) |

|                  |           |  |
| Girardi 32’, 48’ | Marcatori |  |

| Arbitro: | Cifelli (Campobasso) |

|              |           |                          |
| Barbagli 49’ | Marcatori | 43’ Chiaretti 88’ Guazzo |

| Arbitro: | Ghersini (Genova) |

|              |           |  |
| Prosperi 34’ | Marcatori |  |

| Arbitro: | Manganiello (Pinerolo) |

|            |           |                          |
| Zigoni 25’ | Marcatori | 33’ Sciaudone 77’ Di Deo |

#### Play-off
| Arbitro: | Bindoni (Venezia) |

|                    |           |               |
| Espinal 40’, 90+4’ | Marcatori | 50’ Antonazzo |

| Taranto 27 maggio 2012, ore 15:00 Semifinale - Ritorno | Taranto         | 0 – 0 | Pro Vercelli | Stadio Erasmo Iacovone\| Arbitro: \| La Penna (Roma) \| |
| Arbitro:                                               | La Penna (Roma) |       |              |                                                         |

### Coppa Italia

#### Primo Turno
| Arbitro: | Brasi (Seregno) |

|            |           |                        |
| Savoia 66’ | Marcatori | 18’ Guazzo 84’ Girardi |

#### Secondo Turno
| Arbitro: | Di Paolo (Avezzano) |

|                              |           |             |
| Sbaffo 1’ Beretta 114’, 116’ | Marcatori | 7’ Prosperi |

### Coppa Italia Lega Pro

#### Primo Turno
| Arbitro: | Caso (Verona) |

|                        |           |  |
| Gambino 59’ Comini 71’ | Marcatori |  |